# Walter Kåstad
Johan Agnar Walter Johansson-Kåstad född 11 juni 1912 i Karlstad, död 1980, var en svensk målare och i sin ungdom cyklist i IF Göta.
Han är son till handlaren Erik Johan Johansson och Stina Johansson. 
Johansson-Kåstad studerade konst för Olof W. Nilsson i Karlstad samt för Helge Zandén och Gustaf Fjæstad i perioder under åren 1929-1940. Han anlitades av SAS för att utföra turistreklammålningar i Främre Orienten. Akvarellmåleri utfört under resan i flygplanen visades på SAS huset 1950. Han var kursledare i konst och bland hans elever märks Leif Saltell.  
Bland hans offentliga arbeten märks målningar utförda på Turistpensionatet i Sysslebäck.
Hans konst består av landskapsmotiv i olja eller akvarell.